# L'entrata di Cristo a Bruxelles nel 1889
L'entrata di Cristo a Bruxelles nel 1889 (conosciuto anche semplicemente come L'entrata di Cristo a Bruxelles, in francese L'Entrée du Christ à Bruxelles) è un quadro eseguito nel 1888 da James Ensor, considerato il miglior lavoro dell'artista belga, precursore dell'espressionismo.

## Storia
Per la sua natura, considerata blasfema, il dipinto fu rifiutato dai Les XX ed Ensor fu costretto nel corso della sua vita ad esporlo nel proprio studio. Fu esibito dal Koninklijk Museum voor Schone Kunsten dal 1947 al 1983 e dal Kunsthaus di Zurigo dal 1983 al 1987; nel 1976 venne spostato temporaneamente all'Art Institute of Chicago e al Museo Guggenheim di New York per una retrospettiva.
Il dipinto si trova attualmente in mostra permanente presso il Getty Center di Los Angeles. L'opera è una delle tre realizzazioni artistiche scelte da Stefan Jonsson per spiegare la storia della democrazia e del socialismo nel periodo a cavallo tra i secoli XIX e XX e come "le masse" erano percepite in questa fase storica.

## Analisi
Come annunciato dal titolo, il disegno raffigura un ipotetico ingresso trionfale di Gesù nella capitale del Belgio, in onore del quale viene realizzata un'immensa parata, talmente sgargiante e carnevalesca da apparire ridicola e quasi sinistra. La cittadinanza è accorsa in massa all'evento, tuttavia nessuno dei partecipanti ha lo sguardo rivolto verso il Cristo: c'è chi chiacchiera, chi giudica, chi critica, chi si diverte, chi si fa largo, addirittura chi si bacia. Questa circostanza è fortemente simbolica: rappresenta l'allontanamento del popolo dai valori del Vangelo.
Circondato da un'anacronistica aureola, il Cristo ignorato da tutti è entrato umilmente a Bruxelles a dorso di mulo e sembra salutare (o benedire) qualcuno ma è praticamente oscurato dalla moltitudine che arrogantemente si mette in primo piano; inoltre il Messia ha i tratti somatici del pittore ed è l'unica figura che non indossa una maschera: ciò avviene perché Ensor voleva raffigurare la propria emarginazione e il rifiuto della sua funzione moralizzatrice da parte della società. Tra i chiassosi e volgari personaggi raffigurati, si intuisce la caricatura di alcuni famosi uomini politici dell'epoca.
Inebriata da banali slogan (Vive la sociale, Vive Jesus le Roi de Bruxelles) e dalla musica della banda militare, la folla incosciente sembra pronta ad accogliere e poi a tradire il figlio di Dio esattamente come duemila anni fa. Il quadro è quindi una denuncia della società formata da uomini privi di personalità e facilmente strumentalizzabili: non a caso la gente è trascinata da un gendarme (che rappresenta la forza bruta del potere) e più indietro, alla destra del Cristo, è evidente la scritta Fanfara dottrinaria, che ribadisce il vuoto indottrinamento della massa circostante.
L'impostazione prospettica del dipinto secondo un punto di vista centrale focalizza l'attenzione sul Cristo che avanza, mentre due blocchi laterali di figure in primo piano incanalano la processione entro una profondità spaziale affollata ma ben chiaramente strutturata; il disegno è intenzionalmente grossolano, affidato a linee spezzate di grande potere emotivo, con deformazioni di stampo espressionista, autonome rispetto al colore, con una loro precisa valenza segnica, mentre il colore - che gioca un ruolo determinante in dialogo paritario con il segno, violento ed acceso nel trionfo dei rossi stesi in pennellate brevi e nervose - anticipa il fauvismo nel libero antinaturalismo e nelle controllate dissonanze.